# 愛すべき女・女たち
『愛すべき女・女たち』（あいすべきめ・めたち、フランス語: Le Plus vieux métier du monde、「世界最古の職業」の意）は、1966年（昭和41年）に撮影され1967年（昭和42年）に公開されたフランス・イタリア・西ドイツ合作のオムニバス映画である。映画監督ジャン＝リュック・ゴダールと女優アンナ・カリーナの最後の作品『未来展望』が含まれていることで知られる。

## 概要
戦前から活動しているフランスのヴェテラン映画プロデューサー、ジョゼフ・ベルショルツ、西ドイツ・ベルリンのプロデューサー、ホルスト・ヴェントラントが、イタリアで盛んに製作されているコメディオムニバスに挑戦したのが本作である。
いわゆる「イタリア式コメディ」の形式を踏むため、イタリアから2監督をスタッフィング。ひとりはエンニオ・モリコーネの音楽で知られる『イタリア式家政』（1965年）のフランコ・インドヴィナ、もうひとりは『狂った情事』（1960年）でフランスとの合作経験のあるマウロ・ボロニーニ。フランスからは、ブリジット・バルドー主演の『可愛い悪魔』（1958年）でも若手プロデューサーラウール・レヴィが起用した巨匠クロード・オータン＝ララ、ヌーヴェルヴァーグの映画監督からジャン＝リュック・ゴダールと『まぼろしの市街戦』（1967年）のフィリップ・ド・ブロカを、そして西ドイツからは第17回カンヌ国際映画祭コンペティションに出品されフランス映画高等技術委員会賞を受賞した『Die Tote von Beverly Hills（ビヴァリーヒルズの死者）』（1964年）や、『レーザー・ライフル』（1966年）の監督ミヒャエル・フレガールを起用した。
音楽は全編を通して、ジャック・ドゥミ監督の『シェルブールの雨傘』（1964年）で世界的に有名になったミシェル・ルグランがスコアを書いている。それ以外は、各編すべて独立したスタッフ体制で製作された。
日本ではテレビ放送もあり、平井道子が出演している日本語吹替版がある。

## 構成
- 第一話　『神代に起った女の変身』 L'Ère préhistorique

監督フランコ・インドヴィナ、脚本エンニオ・フライアーノ
出演ミシェル・メルシエ、ガブリエレ・ティンティ、エンリコ・マリア・サレルノ
- 第二話　『ローマ皇后も好きだった』 Nuits romaines

監督マウロ・ボロニーニ、脚本エンニオ・フライアーノ
出演エルザ・マルティネリ、ガストーネ・モスキン
- 第三話　『貴族好み』 Mademoiselle Mimi

監督フィリップ・ド・ブロカ、脚本ダニエル・ブーランジェ
出演ジャンヌ・モロー、ジャン＝クロード・ブリアリ、ジャン・リシャール
- 第四話　『手管に踊る倖せ』 La belle époque

監督ミヒャエル・フレガール、脚本アンドレ・タベ、ジョルジュ・タベ
出演ラクエル・ウェルチ、マルティン・ヘルト
- 第五話　『快楽を運ぶ救急車』 Aujourd'hui

監督クロード・オータン＝ララ、脚本ジャン・オーランシュ
出演ナディア・グレイ、フランス・アングラード、フランシス・ブランシュ
- 第六話　『未来展望』[2]あるいは『二〇〇一年愛の交換』 Anticipation, ou l'amour en l'an 2000

監督・脚本ジャン＝リュック・ゴダール
出演アンナ・カリーナ、マリル・トロ、ジャック・シャリエ、ジャン＝ピエール・レオ

## 註
1. ↑  日本ではミシェル・プフガー、ミヒャエル・プフレガーとも表記される。
2. ↑  ジャン＝リュック・ゴダール監督の一篇は『未来展望』のタイトルで一般に知られている。